# Geschichte Unterleinachs
Die Geschichte Unterleinachs behandelt die Geschichte des heute zu Leinach gehörenden Ortes Unterleinach bei Würzburg seit dem Mittelalter.

## Ur- und Frühgeschichte
siehe Leinach#Urgeschichte und Frühgeschichte

## Mittelalter und Frühe Neuzeit
Im Jahr 1200 gehörte Unterleinach (bzw. „Niederleinach“) zum Amt Karlstadt. Ab 18. Oktober 1300 verfügte das bis 1803 bestehende Kloster Ebrach über Besitz aus einer Schenkung des Ritters Konrad oder Cuntz von Leinach und dessen Ehefrau Ludgardis. Ab 1370 verfügte es zudem über den seither Ebracher Hof genannten, nördlich der alten Pfarrkirche an der heutigen Ringstraße gelegenen, Anwesen über den als Notverkauf abgetretenen Hof des Edelknechts und Nachkommen der als Wohltäterin des Klosters Ebrach benannten „Ludgardis von Lynach“ Gotz Hotz (auch Gotze Hotze von L[e]ynach zu Niedernlynach oder Gotzo von Leinach genannt). Von 1335 bis 1536 bezog das Kloster Heilsbronn Einkünfte (Gefälle) aus Unterleinach (bzw. „Nydernleinach“, bezeichnet auch als Leynach inferior). Insgesamt hatten in Unterleinach vom Mittelalter bis zur Neuzeit 39 Klöster, Stifte, Spitäler und Kirchen jährliche Abgaben ererbt oder erkauft.
Zu den Lehensherren Unterleinachs gehörte vom 12. bis 18. Jahrhundert das Würzburger Ritterstift St. Burkard. Unterleinach gehörte früher zum Amt Karlstadt. Von 1156 bis 1457 sind die Ritter und Ministerialen von Leinach in Unterleinach genannt. Auch in Oberleinach hatten sie ihren Ansitz. Von 1317 bis zum Verkauf ihrer Einkünfte an den Bischof von Würzburg etwa 1640 hatten die Reichsfreiherren von Thüngen Besitz in Unterleinach (so ihr Hofgut in der heutigen Hauptstraße 24, ein Lehen der Henneberger Grafen, dessen Inhaber Schmiede waren, bevor aus der alten Schmiede 1811 eine Bäckerei mit Kolonialwarenladen wurde). Im Jahr 1375 erhielt das Kloster St. Burkard Güter in Ober- und Unterleinach von den Rittern von Leinach (bzw. den Rittern von Gerchsheim). Bereits 1350 hatte das Kloster bereits die älteste Mühle Unterleinachs, die bis 1977 betriebene „Dorfsmühle“, von dem Hotzo von Lynach genannten Edelknecht Gotzo erhalten. Von 1403 bis 1484 erhielten die Grafen von Wertheim, denen das Dorf ebenso wie Oberleinach durch den Würzburger Fürstbischof Johann I. von Egloffstein verpfändet worden war, Steuern aus Unterleinach. (Durch den Würzburger Fürstbischof Rudolf von Scherenberg wurde Unterleinach 1484 aus der Verpfändung an die Grafschaft Wertheim ausgelöst und Unterleinach damit wieder würzburgisch).
Über Besitz in Unterleinach verfügten seit Beginn des 14. Jahrhunderts zudem die Grafen von Rieneck und weitere niederadelige Familien sowie von 1436 bis 1642 die Nürnberger Patrizierfamilie Holzschuher, die ab 1582 auch die Zinsen und Gefälle des Klosters Heilbronn, welche 1536 an den Würzburger Bürger Heinrich Körner verkauft worden waren, erhielten.
In Unterleinach befand sich 1498 ein dem 1496 von Johann von Allendorf gestifteten Spital zu den 14 Nothelfern in Würzburg gehörender „Spitalhof“, der bis 1375 den Herren von Leinach (bzw. dem Familienzweig „von Geurichsheim“, auch „Gerichsheim“ usw., d. h. von Gerchsheim) gehört hatte, bis ihn Johann von Allendorf 1473 gekauft hat. Das Anwesen des Spitalhofs war ehemals das von der Familie Spor von Endreß von Laudenbach gekaufte und 1429 an Apel von Karsbach weiterverkaufte „Laudenbacher Hofgut“. Ab dem 17. Jahrhundert war das ritterschaftliche Gut auch als „Kropshausen“, „Kroppshausen“, „Grupshausen“, „Grubshausen“, „Hof Gropshausen“ und „Haus Grobshausen“ belegt. Als Wohngebiet um St. Peter wurde es später „Kleines Dörflein“ genannt. Bereits 1466 hatte Johann von Allendorf die Truchsessinwiese und 1472 die ehemaligen Güter der Ministerialen von Leinach in Unterleinach erworben. In der Kapelle St. Peter befand sich eine sechseckige (1930 restaurierte, 1976 auf eine rechteckige Tafel aufgebrachte und in der neuen Kirche Communio Sanctorum aufgehängte) Relieftafel mit den 14 Nothelfern.
Im Jahr 1549 gehörte Unterleinach zur Vogtei des auf dem Würzburger Marienberg residierenden Bischofs. Eine Pest-Epidemie im Leinachtal 1596/1597 forderte allein in Unterleinach etwa 195 Menschenleben. Der heilige Sebastian wurde in das Gemeindesiegel von Unterleinach aufgenommen und 1612 als Kirchenpatron genannt. Auch 1627 gab im Leinachtal eine Pestepidemie. In Unterleinach starben 1669 20, 1670 35, 1673 25 und 1674 31 Personen an der Pest. Während des Dreißigjährigen Krieges fielen ab 1631 die Schweden ein, so auch unter Heeresführung von Hans Christoph von Königsmarck (Feldmarschall), wobei es zur Plünderung des Dorfes und Schändung der Kirchen kam. In der Folge hatte Unterleinach auch später noch darunter und unter Plünderungen durch Franzosen und um 1673 bis 1675 auch durch die kaiserliche Armee während des Reichskriegs gegen Frankreich zu leiden. Auch 1688 erfolgen erneut Plünderungen durch Franzosen. Die Zerstörungen an Häusern und die Schuldenlast der Einwohner waren, wie auch in Oberleinach, noch 1690 beträchtlich.
Der ehemalige Stiftshof des in beiden Leinach Zehentbezieher gewesenen Ritterstiftes St. Burkard in Unterleinach, dessen Keller bereits im 18. Jahrhundert als Weinkeller diente (1810 nannte man nach der durch die Säkularisation 1803 als Ritterstift aufgelösten ehemaligen Fronhof „Zehendhof mit Keller und Kalterhaus“ – für den Zehentmost bzw. „Wählwein“), wurde nach 1810 privat verkauft, von der Gemeinde 1869 erworben und als (zweites) Rathaus und Lehrerwohnhaus genutzt. Dieses Rathaus wurde im Dezember 1975 geschlossen und das Gebäude im April 1976 abgerissen. An seine Stelle wurde auf dem Dorfplatz ein St. Urbans-Bildstock gesetzt (Bis 1966 fanden in Unterleinach Urbanusprozessionen statt). Der Bildstock aus rotem Sandstein ist eine der ältesten Bildsäulen Unterleinachs und hat den in eine ihrer vier flachen Nischen gesetzten Schutzherrn der Winzer, den Heiligen Urban, erst später von dem Kleinrinderfelder Bildhauer Willi Grimm erhalten. Ein 1972 geplantes drittes Rathaus an der Markungsgrenze gegen Oberleinach wurde im Dezember 1975 fertiggestellt.

## 18. Jahrhundert

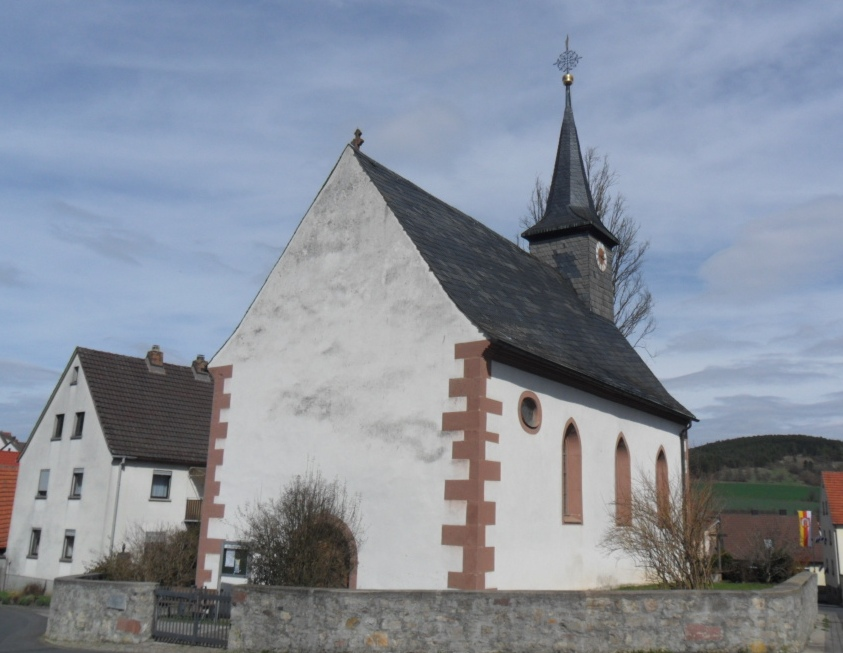
Kapelle St. Peter

Im November 1791 wurde von dem Lehrer Hieronymus Seitz ein so genannter Industriegarten geplant, der 1792 im Kirchhof, dem ehemaligen Friedhof, von St. Peter angelegt wurde.
Die Pfarrei Unterleinach gehörte ab dem 12. Jahrhundert zum Landkapitel Karlburg/Karlstadt und kam 1797 mit der Filiale Oberleinach zum neugegründeten Landkapitel Rothenfels, dann (wie Oberleinach und 16 weitere Pfarreien) zum 1811 gebildeten Landkapitel Lengfurt, dessen 1. Dechant der Unterleinacher Pfarrer Joseph Anton Reichard (* 15. April 1749; † 22. Januar 1813) wurde. Reichard, der von 1776 bis 1813 in Unterleinach tätig war, wurde auf dem alten Friedhof beim um die Kirche Allerheiligen gelegenen Kirchhof beigesetzt, wo einer von zwei Priestersteinen an ihn erinnert. Bis ins Jahr 1800 war in der alten Peterskapelle von „Nydern Leynach“, wo auch drei (ursprünglich vier) Reliquienpyramiden aufgestellt wurden, die sogenannte Johannisschüssel „Johannis Haupt“, eine kostbare, um 1600 geschaffene Votivgabe (auf silberner Schüssel den abgeschlagene Kopf von Johannes dem Täufer darstellend), die nun in der neuen Pfarrkirche aufbewahrt ist, Ziel von Wallfahrern. Im Jahr 1737 wurde in Unterleinach eine Corpus-Christi-Bruderschaft gegründet. Das Ritual der 48-stündigen „Ewigen Anbetung“ hierzu erfolgte vom 2. bis 3. Februar in der Peterskapelle.

## 19. Jahrhundert
Von 1807 bis 1808 traten die Pocken in Unterleinach epidemisch auf. Ab dieser Zeit wurde auch in Unterleinach, nach der Ende August 1807 in Bayern eingeführten Impfpflicht, „Blatternimpfungen“ durchgeführt. die auch in Unterleinach seither durIm Jahr 1818 entstanden mit dem Gemeindeedikt vom 17. Juni die Gemeinden Oberleinach und Unterleinach. Während des Deutsch-Dänischen Krieges im Jahr 1864 wurden durchziehende Truppen in Unterleinach einquartiert, wozu am 30. November des Jahres eine Einquartierungskommission gebildet worden war.
Zwischen 1840 und 1891 wanderten 201 Unterleinacher nach Nordamerika aus, um der Armut zu entgehen. Von 1901 bis 1950, insbesondere wegen der Inflation von 1923, waren es 15.
Im Jahr 1873 begründete Nikolaus Roth das Gasthaus „Zum Löwen“ (ab 1985 „Bierbrunnen Piccolo“).
Das von 1884 bis 1987 im Besitz der Wirte-Familie Ehehalt stehende und von ihr umgebaute „Gasthaus zum Lamm“, früher auch „Luzahall“ (bzw. „Lutzahall“) nach dem vor 1884 belegten Besitzer Karl Franz als Besitzer folgenden Leonhard Lutz genannt, geht als ehemalige Schenkstatt der Gemeinde Unterleinach auf das Jahr 1580 zurück. In diesem Gemeindewirtshaus mit einer über Jahrhunderte als Ratsstube genutzten Halle fanden um Petri Stuhlfeier (22. Februar) bis ins 20. Jahrhundert die sogenannten Petersgerichte (genannt auch „Peterssitzungen“) statt, bei denen es vor allem um die Belange der Peterskapelle ging. Inzwischen ist das Wirtshaus abgerissen. Das 1580 als „gemeine Schenkstatt“ mit Genehmigung des Fürstbischofs gegründete Gasthaus zum Lamm, 1774 gepachtet von Hans Georg Franz, war jedoch nicht das älteste Wirtshaus in Unterleinach; zuvor bestand schon ein „Wirtshaus zu Nydern Leynach“, das 1405 an die Karthause Engelgarten verkauft wurde.
Am 30. Juli 1882 wurde auf Wunsch des königlichen Bezirksamtes und des Bürgermeisters Joseph Roth eine, die seit der unter Julius Echter und in der Dorfordnung geregelte „Pflichtfeuerwehr“ ablösende, Freiwillige Feuerwehr gegründet, die als Verein dem „Verband der Freiwilligen Feuerwehr diesseits des Rheins“ mit Hauptsitz in München angehörte.

## 20. Jahrhundert (bis 1945)
Um 1900 erfolgte die Aufforstung mit Schwarzkiefern. Die erste Flurbereinigung (von 1258 ha) erfolgte zwischen 1903 und 1930 (Die Schlussfeststellung erfolgte 1933).
Im Jahr 1900 wurde die Poststelle Unterleinach in der Hauptstraße 64 eröffnet und ab 1910 verfügte Unterleinach, das vor 1900 zum Bestellbezirk der Postagentur Zellingen gehörte, über eine eigene Postagentur (ab April 1939 Poststelle I genannt), der auch die Posthilfsstelle Oberleinach unterstand. Erster Postagent war der Bürgermeister und Ökonom sowie von August 1893 bis 1914 erster Vorstand des dem Vorbild der Raiffeisen-„Genossenschaften“ gegründeten „Darlehenskassenvereins Unterleinach“ Josef Künzig, der im Rathaus seit 1901 über das erste Telefon der Gemeinde verfügte (Die erste öffentliche Telefonstelle Unterleinachs wurde 1916 im Rathaus installiert). Nach dem Zusammenschluss von Oberleinach und Unterleinach am 1. Mai 1978 erhielt die Poststelle die Bezeichnung „8702 Leinach“.
Am 28. Januar 1902 wurde in Unterleinach der auch im späteren Leinach weiterbestehende, bis 1958 auch Theaterstücke aufführende Männergesangverein „Frohsinn“ gegründet. 1924 schloss sich der Verein dem Deutschen Sängerbund an. Am 24. Mai 1914 wurde im bereits 1405 bestehenden und – ab dem 19. Jahrhundert so genannten – Gasthaus „Zum Stern“ (als Hofreite 1698 „auf der Haiger“ genannt, nach der Dorf-Haiger, der ehemaligen Dorfhecke hinter dem Pfarrhof) der Radfahrverein „Frisch auf“ nach dem Vorbild des Zellinger Vereins „Bavaria“ gegründet.
Nachdem im Januar 1906 die Dekanate neu eingeteilt worden waren, gehörten Unterleinach und Oberleinach zum Dekanat Würzburg links des Mains.
Ab 1911 verfügten Unterleinachs Häuser, die ihre Wasser bis dahin aus Brunnen bezogen, über eine sie von 1912 bis zum Anschluss an die Fernwasserleitung im September 1971 mit Wasser aus dem „Wasserwerk Unterleinach“ versorgende Wasserleitung und von 1921 bis 1971 bezog Unterleinach elektrischen Strom aus der seit 1887 auch Amrheinsmühle genannten, bereits im 16. Jahrhundert urkundlich genannten (Oberen) Feldmühle der Familie Amrhein.
Bereits 1932 waren Unterleinacher Schüler Mitglieder der damals noch verbotenen Hitlerjugend. Bei der Reichstagswahl erhielten die NSDAP 134, die SPD 36, die KPD 9, die BVP 224 und der Bauernbund 124 Stimmen aus Unterleinach. Ab dem 21. März 1933, dem Tag der Reichstagseröffnung in Berlin, wehte unter dem von der NSDAP-Ortsgruppe Thüngersheim eingesetzten Bürgermeister Josef Roth die Hakenkreuzfahne auf dem Unterleinacher Rathaus. Der Lehrer und 2. Beigeordneter Richard Bonengel, Zellenleiter der NSDAP, hielt eine flammende Rede. Sämtlich Haushaltungsvorstände hatte Hakenkreuzfahnen anzuschaffen, von deren Kaufpreis die Gemeinde die Hälfte zahlte. Die Hauptstraßen des Dorfes hatten in der Zeit des Nationalsozialismus ab dem 30. April neue Namen nach Größen des NS-Staats erhalten.
Während des Zweiten Weltkrieges (1939–1945) wurden 1940 in Unterleinach französische Kriegsgefangene, die im Gasthaus zum Lamm untergebracht waren, sowie als Ostarbeiter bezeichnete Polen und Ukrainer, die bei Bauern wohnten, zu Arbeiten in der Landwirtschaft eingesetzt. Am 12. Oktober 1944 wurden 200 Flüchtlinge aus dem Saarland in Unterleinach untergebracht. 124 Unterleinacher und 58 Oberleinacher Männer wurden am 12. November 1944 im Gasthaus Schunder in Unterleinach als zum Volkssturm-Bataillon 15/142 gehörende Kompanie vereidigt. Während der im März 1945 häufiger werdenden Flugzeugangriffe auf Würzburg und Umgebung, mussten die Schulkinder Unterleinachs fast täglich in den Luftschutzkeller der Schule. Die Zerstörung Würzburgs am Abend des 16. März war von Unterleinach aus beobachtbar. In der letzten Märzhälfte wurden 500 durch die Bombardierung obdachlos gewordene Würzburger aufgenommen. Der Kompanieführer des Volkssturm-Bataillons, Hauptlehrer Josef Fischer, widersetzte sich der von der Befehlsstelle Thüngersheim ergangenen Anweisung, die Leinachorte zu verteidigen, so dass am 3. April 1945 Unterleinach und Oberleinach widerstandslos durch amerikanische Truppen besetzt werden konnten.
Im Ersten Weltkrieg (1914–1918) waren 56 Unterleinacher gefallen, im Zweiten Weltkrieg fielen von 381 Einberufenen 72 und 30 blieben vermisst.

## Nach 1945
Am 1. Januar 1949 wurde Unterleinachs und damit auch Leinachs erster Industriebetrieb, die Ulla-Miederfabrik, im Saal der Gastwirtschaft „Zum Stern“ gegründet.
Ein SPD-Ortsverband in Unterleinach bildete sich 1960, der CSU-Ortsverband 1977. Ein Ortsverband des Bayerischen Bauernverbandes entstand in Unterleinach vor 1961.
Zwischen 1959 und 1979 trug ein Gasthaus im „Kleinen Dörflein“ den Namen „Zum Petersbrünnle“, benannt nach einem bis 1933 offenem Pumpbrunnen etwa 30 Meter östlich der Peterskapelle.
Das Offenbacher Theresienkinderheim eröffnete, nachdem 1966 Schwestern des Karmeliterordens auf der Suche nach einem Grundstück für ein Ferienhaus für ihre Heimkinder aus Offenbach nach Unterleinach gekommen waren, unter der Oberin Mutter Longina 1967 sein „Haus Bergfrieden“ in Unterleinach. Im September 1985 wurde das Erholungsheim vom Landkreis Würzburg gekauft und dann zum Jugendgästehaus umgestaltet.
Von 1967 bis zu seiner Eröffnung am 1. November 1975 entstand eine Erweiterung und Umgestaltung des am 9. Oktober 1859 geweihten Friedhofs an der Oberleinacher Straße. Auf dem freien Gelände oberhalb des Friedhofs wurde dann 1976 das dort neugeschaffene Pfarrzentrum eingeweiht.
Am 1. Oktober 1971 schloss sich die Raiffeisenkasse Unterleinach (von 1893 bis 1952 „Darlehenskasse Unterleinach“) mit der Raiffeisenbank Zellingen und Umgebung zusammen, die 1998 mit der Volksbank-Raiffeisenbank Würzburg e. G. fusionierte.
Im Jahr 1975 bezog die Pianistin Edith Thauer, die seit 1698 als „neugebaut“ belegte, auch „Neumühle“ und früher „Untere Feldmühle“ genannte, „Neue Mühle“ in den Anspachswiesen, welche in den 1960er Jahren zum Wohnhaus umfunktioniert worden war.
Letzter Bürgermeister von Unterleinach war der spätere Bürgermeister von Leinach, Andreas Oestemer, der sich auch als Winzer und Weinbaupräsident einen Namen machte.